# Théâtre de Port-Louis
Le théâtre de Port-Louis est un théâtre situé rue Pope Hennessy à Port-Louis, capitale de l'île Maurice. Il est inscrit à la liste du patrimoine national. Ce théâtre d'architecture classique a été construit par l'architecte français Poujade de 1820 à 1822, au début de la colonisation britannique.

## Présentation
Le théâtre, géré par la municipalité, présentait uniquement des pièces et des spectacles en français avant l'indépendance en 1968. Des familles bourgeoises coloniales y étaient abonnées. Des troupes françaises y sont venues en tournée et des artistes invités de La Réunion s'y produisent toujours régulièrement. Il présente encore des pièces en français de nos jours.
Le Français Roger Jénoc y fut directeur de la musique de 1945 à 1950 et y monta plusieurs opéras.
Le théâtre accueille aussi des conférences, des shows ou des spectacles de musique pop, pour toutes les communautés de l'île.